# Liste de films soviétiques sortis en 1952
Cet article présente une liste de films produits en Union soviétique en 1952.

## 1952
Les titres en français sont en grande majorité des traductions et non les titres attribués par les distributeurs dans les pays francophones.
Pour le classement annuel, la liste des titres a été établie en se basant sur les répertoires des pages Wikipédia en russe documentées par Longs métrages soviétiques. Catalogue annoté complétées par les listes des sites «kino-teatr» et «kinopoisk» d'où le nombre important de films que l'on trouve dans les références.
Pour les titres où l'on manque de précisions, seule l'année est indiquée : année de réalisation, année de sortie ou les deux ?. Bien que cela puisse paraître superflu, 19.. est inscrit pour chacun de ces titres pour montrer que la vérification a été faite.
On remarque que, la plupart du temps, il n'y a pas de première pour les courts métrages ainsi que pour les dessins animés et les documentaires de courte durée.
| Titre                                             | Titre original                                        | Date de sortie    | Réalisateur                                                                  |
| ------------------------------------------------- | ----------------------------------------------------- | ----------------- | ---------------------------------------------------------------------------- |
| Les Bas-fonds                                     | ru:На дне (фильм, 1952)                               | 1er octobre 1952  | Andreï Vladimirovitch Frolov (ru)                                            |
| Bonheur volé                                      | ru:Украденное счастье (фильм-спектакль)               | 1er juillet 1952  | Issaak Petrovitch Chmarouk (ru)                                              |
| Le Cadavre vivant                                 | ru:Живой труп (фильм-спектакль)                       | 16 juin 1952      | Vladimir Venguerov                                                           |
| Le Compositeur Glinka                             | ru:Композитор Глинка                                  | 1er octobre 1952  | Grigori Alexandrov                                                           |
| Concert des maîtres d'art                         | ru:Концерт мастеров искусств                          | 23 septembre 1952 | Herbert Rappaport et Aleksandr Ivanovsky                                     |
| Concert des maîtres de l'art ukrainien            | ru:Концерт мастеров украинского искусства             | 5 novembre 1952   | Boris Barnet et Vassili Ignatievitch Lapoknych (ru)                          |
| Conquérants des sommets                           | ru: Покорители вершин                                 | 2 aout 1952       | David Evguenievitch Rondeli (ru)                                             |
| Dans les steppes d'Ukraine                        | ru:В степях Украины (фильм-спектакль)                 | 12 décembre 1952  | Timofeï Vassilievitch Levtchouk (ru)                                         |
| L'Ecole de la médisance                           | ru:Школа злословия (фильм)                            | 14 juillet 1952   | Abram Room                                                                   |
| La Faute                                          | ru:Разлом (фильм, 1952)                               | 13 octobre 1952   | Pavel Pavlovitch Bogolioubov et Iouri Aleksandrovitch Mouzykant (ru)         |
| Gagnants                                          | ru:Победители (фильм, 1952))                          | 1952              | Fridrikh Ermler                                                              |
| L'Inoubliable 1919                                | ru:Незабываемый 1919 год                              | 3 mai 1952        | Mikhaïl Tchiaoureli                                                          |
| Malheur de l'esprit                               | ru:Горе от ума (фильм, 1952)                          | 29 septembre 1952 | Sergueï Petrovitch Alekseïev (ru) et Vitali Panteleïmonovitch Voïtetski (ru) |
| Le Médecin de campagne                            | ru:Сельский врач (фильм, 1951)                        | 17 janvier 1952   | Sergueï Guerassimov                                                          |
| Pakhta-Oï                                         | ru:Пахта-Ой                                           | 3 aout 1952       | Kamil Yarmatov                                                               |
| Pavlinka                                          | ru:Павлинка (телеспектакль)                           | 15 décembre 1952  | Alexandre Zarkhi                                                             |
| Pour tout sage, la simplicité suffit              | ru:На всякого мудреца довольно простоты               | 22 mai 1952       | Vladimir Soukhobokov et Anatoli Dormenko                                     |
| Le Professeur de danse                            | ru:Учитель танцев (фильм)                             | 11 aout 1952      | Vladimir Semionovitch Kantsel (ru) et Tatiana Nikolaïevna Loukachevitch (ru) |
| Przewalski                                        | ru:Пржевальский (фильм)                               | 26 février 1952   | Sergueï Ioutkevitch                                                          |
| Le Revizor                                        | ru:Ревизор (фильм, 1952)                              | 1er décembre 1952 | Vladimir Petrov (réalisateur)                                                |
| Sarmiko                                           | ru:Сармико                                            | 23 mars 1952      | Olga Khodataïeva                                                             |
| Une nuit de mai                                   | ru:Майская ночь, или Утопленница (фильм)              | 31 octobre 1952   | Alexandre Rou                                                                |
| Validoub                                          | ru:Валидуб                                            | 1952              | Dmitri Naoumovitch Babitchenko (ru)                                          |
| La Veille de Noël                                 | ru:Ночь перед Рождеством (мультфильм, 1951)           | 18 septembre 1952 | Zinaïda Semionovna Broumberg (ru) et Valentina Semionovna Broumberg (ru)     |
| La vérité c'est bien, mais le bonheur c'est mieux | ru:Правда — хорошо, а счастье лучше (фильм-спектакль) | 14 janvier 1952   | Sergueï Petrovitch Alekseïev (ru)                                            |
| Vers la vie                                       | ru:Навстречу жизни                                    | 3 septembre 1952  | Nikolaï Ivanovitch Lebedev (ru)                                              |
| Zaï et Tchik                                      | ru:Зай и Чик                                          | 1952              | Aleksandr Vassilievitch Ivanov (ru) et Ivan Semionovitch Aksentchouk (ru)    |